# Draba nana
Draba nana là một loài thực vật có hoa trong họ Cải. Loài này được Stapf mô tả khoa học đầu tiên năm 1886.